# Sint Maarten Little League Stadium
Sint Maarten Little League Stadium – wielofunkcyjny stadion na wyspie Pond Island w Philipsburgu, na Sint Maarten - holenderskim terytorium autonomicznym na Karaibach. Składa się z dwóch boisk. Jest obecnie używany głównie do meczów baseballu, krykieta, piłki nożnej oraz zawodów lekkoatletycznych. Ma nawierzchnię trawiastą.